# Platì
Platì é uma comuna italiana da região da Calábria, província de Reggio Calabria, com cerca de 3.836 habitantes. Estende-se por uma área de 50 km², tendo uma densidade populacional de 77 hab/km². Faz fronteira com Ardore, Benestare, Careri, Ciminà, Oppido Mamertina, Santa Cristina d'Aspromonte, Varapodio.

## Demografia
| Variação demográfica do município entre 1861 e 2011                               |
|                                                                                   |
| Fonte: Istituto Nazionale di Statistica (ISTAT) - Elaboração gráfica da Wikipedia |